# Lomnička (Brno-vidéki járás)
Lomnička település Csehországban, a Brno-vidéki járásban. Lomnička Lomnice, Štěpánovice, Předklášteří, Šerkovice, Železné és Tišnov településekkel határos. Lakosainak száma 603 fő (2024. január 1.).

## Népesség
A település lakosságának változását az alábbi diagram mutatja:
| Lakosok száma | 456  | 359  | 408  | 439  | 376  | 512  | 521  | 539  | 562  | 603  |
|               | 1869 | 1900 | 1921 | 1961 | 1980 | 2011 | 2016 | 2019 | 2021 | 2024 |